# Данилеевка (Наровлянский район)
Данилеевка (бел. Данілееўка) — упразднённая деревня в Вербовичском сельсовете Наровлянского района Гомельской области Беларуси.
В связи с чрезвычайно высокой радиационной загрязнённостью строения разрушены и захоронены под толстым слоем земли. В связи с радиационным загрязнением после катастрофы на Чернобыльской АЭС жители (7 семей) переселены в 1986 году в чистые места, преимущественно в Светлогорский район.

## География

### Расположение
На территории Полесского радиационно-экологического заповедника.
В 18 км на юго-восток от Наровли, 43 км от железнодорожной станции Ельск (на линии Калинковичи — Овруч), 196 км от Гомеля.

## Транспортная сеть
Рядом автодорога Дёрновичи — Наровля. Планировка состояла из короткой, прямолинейной, широтной улицы.

## История
По письменным источникам известна с XIX века как село в Наровлянской волости Речицкого уезда Минской губернии. В 1931 году жители вступили в колхоз. В 1986 году входила в состав совхоза «Дёрновичи». С 2005 года исключена из данных по учёту административно-территориальных и территориальных единиц.

## Население

### Численность
- 1986 год — жители (7 семей) переселены.

### Динамика
- 1897 год — 13 дворов, 85 жителей (согласно переписи).
- 1908 год — 22 двора, 118 жителей.
- 1959 год — 134 жителя (согласно переписи).
- 1986 год — 7 дворов, 28 жителей.
- 1986 год — жители (7 семей) переселены.